# 2β-Propanoil-3β-(4-tolil)-tropan
2β-Propanoil-3β-(4-tolil)-tropan takođe poznat kao WF-11 ili 2-PTT je analog kokaina koji je 20 puta potentniji od kokaina pri vezivanju za dopaminski transporter sa povećanom selektivnošću za transportere norepinefrina. Takođe pokazuje značajno povećanje metaboličke stabilnosti. Za razliku od nalaza o efektima kokaina, pokazalo se da VF-11 proizvodi ujednačenu supresiju proteina tirozin hidroksilaze i aktivnoasti ekspresije gena uz režimom upotrebe.